# 2000年夏季奥林匹克运动会游泳比赛—女子50米自由泳
2000年夏季奥林匹克运动会女子50米自由泳比赛决赛于2000年9月23日在澳大利亚悉尼举行。最终，荷兰游泳运动员英厄·德布勒因获得了此项比赛的冠军。

## 成绩
| 名次 | 运动员                      | 成绩  |
| ---- | --------------------------- | ----- |
|      | 英厄·德布勒因（荷兰）       | 24.32 |
|      | 特蕾瑟·阿尔斯哈马尔（瑞典） | 24.51 |
|      | 达拉·托雷斯（美国）         | 24.63 |